# برایان کلیفتون
برایان کلیفتون (انگلیسی: Brian Clifton; ۱۵ مارس ۱۹۳۴ – ۱۲ ژانویهٔ ۲۰۲۰) بازیکن فوتبال اهل بریتانیا بود.
از باشگاه‌هایی که در آن بازی کرده‌است می‌توان به باشگاه فوتبال ساوت‌همپتون، باشگاه فوتبال بوستون تاون، باشگاه فوتبال گینزبورو ترینیتی، باشگاه فوتبال گریمزبی تاون، و باشگاه فوتبال بوستون یونایتد اشاره کرد.